# Сендин (Фелгейраш)
Сендин (порт. Sendim) — район (фрегезия) в Португалии, входит в округ Порту. Является составной частью муниципалитета Фелгейраш. По старому административному делению входил в провинцию Дору-Литорал. Входит в экономико-статистический субрегион Тамега, который входит в Северный регион. Население составляет 1775 человек на 2001 год. Занимает площадь 6,48 км².